# Drymophloeus
Drymophloeus é um género botânico pertencente à família Arecaceae.
Contém as seguintes espécies:
- Drymophloeus litigiosus (Becc.) H.E.Moore
- Drymophloeus oliviformis (Giseke) Mart.
- Drymophloeus whitmeeanus Becc.

Anteriormente incluído
- Drymophloeus lepidotus H.E.Moore = Veitchia lepidota (H.E.Moore) C.Lewis & Zona
- Drymophloeus subdistichus (H.E.Moore) H.E.Moore = Veitchia subdisticha (H.E.Moore) C.Lewis & Zona